# Orlando Rossardi
Orlando Rossardi, pseudonimo di Orlando Rodriguez Sardiñas (L'Avana, 5 settembre 1938 – Santiago del Cile, 7 dicembre 2024), è stato un poeta e drammaturgo cubano naturalizzato statunitense.

## Biografia
Orlando Rodríguez Sardiñas nacque nel 1938 a L'Avana, Cuba. Lasciò il Paese all'avvento del castrismo, andando esule dapprima in Spagna e poi negli USA, Paese di cui infine assunse la cittadinanza.
Nel 1984 iniziò a lavorare per Radio Martí a Washington DC, e successivamente a Miami come coordinatore della programmazione e poi vicedirettore, dedicando vent'anni della sua vita ai servizi di trasmissione del governo statunitense.
Rossardi pubblicò principalmente poesie. Le sue raccolte includono El Diámetro y lo Estero (1964), Que voy de vuelo (1970), Los espacios llenos (1991), Memoria de mí (1996), Los pies en la tierra (2006), Casi la voz (2009), Canto en la Florida (2010), Fundación del centro (2011) .
La última poesía cubana (1973), è considerata, dalla critica, la prima grande opera che riunisce i poeti cubani sia dell'isola che dell'esilio.
I suoi altri lavori includono i sei volumi di Historia de la Literatura Hispanoamericana Contemporánea (1976) e i tre volumi di Teatro Selecto Hispanoamericano Contemporáneo (1971).
Rossardi fu membro dell'Accademia nordamericana di lingua spagnola e corrispondente dell'Accademia reale della lingua spagnola a Madrid.

## Opere
Poesia
- Obra Selecta (Valencia, 2019)
- Tras los rostros (Valencia, 2017)
- Palabra afuera (Valencia, 2015)
- Totalidad (Valencia, 2012)
- Fundación del centro (Valencia, 2011)
- Canto en la Florida (Valencia, 2010)
- Casi la voz (Valencia, 2009)
- Libro de las pérdidas (Valencia, 2008)
- Los pies en la tierra (Madrid, 2006)
- Memoria de mí (Madrid, 1996)
- Los espacios llenos (Madrid, 1991)
- La última poesía cubana (Madrid, 1973)
- Que voy de vuelo (Madrid, 1970)
- El diametro y lo estero (Madrid, 1964)

Teatro
- La visita (Virginia, 1997)
- Teatro Selecto Hispanoamericano Contemporáneo, 3 volumi, (Madrid, 1973)

Saggi
- Gabriela Mistral e los Estados Unidos (New York, 2011)
- Historia de la literatura hispanoamericana, 6 volumi, (Madrid, 1976)
- León de Greiff: una poética de vanguardia (Madrid, 1973)